# Corts de Montsó (1512)
Les Corts de Montsó de 1512 van ser presidides per la reina Germana de Foix, havien estat convocades a el temps de l'inici de la guerra contra el regne de Navarra i se celebraren entre juny i el 2 de setembre de 1512. Sobre l'aportació de recursos per la guerra, les corts decidiren aportar 200 homes d'armes i 200 genets durant tres anys. Tot i la seva brevetat d'aquestes corts, d'aconseguir tancar alguns temes pendents des de feia anys. Entre d'altres, es reformà la Reial Audiència passant de vuit a dotze juristes; es limità l'acció de la inquisició a qüestions de fe sense que envaís competències de la Diputació del General; s'incrementà el control sobre els comptes de la Generalitat i es tractà sobre l'increment del bandolerisme.